# 遠州小松站

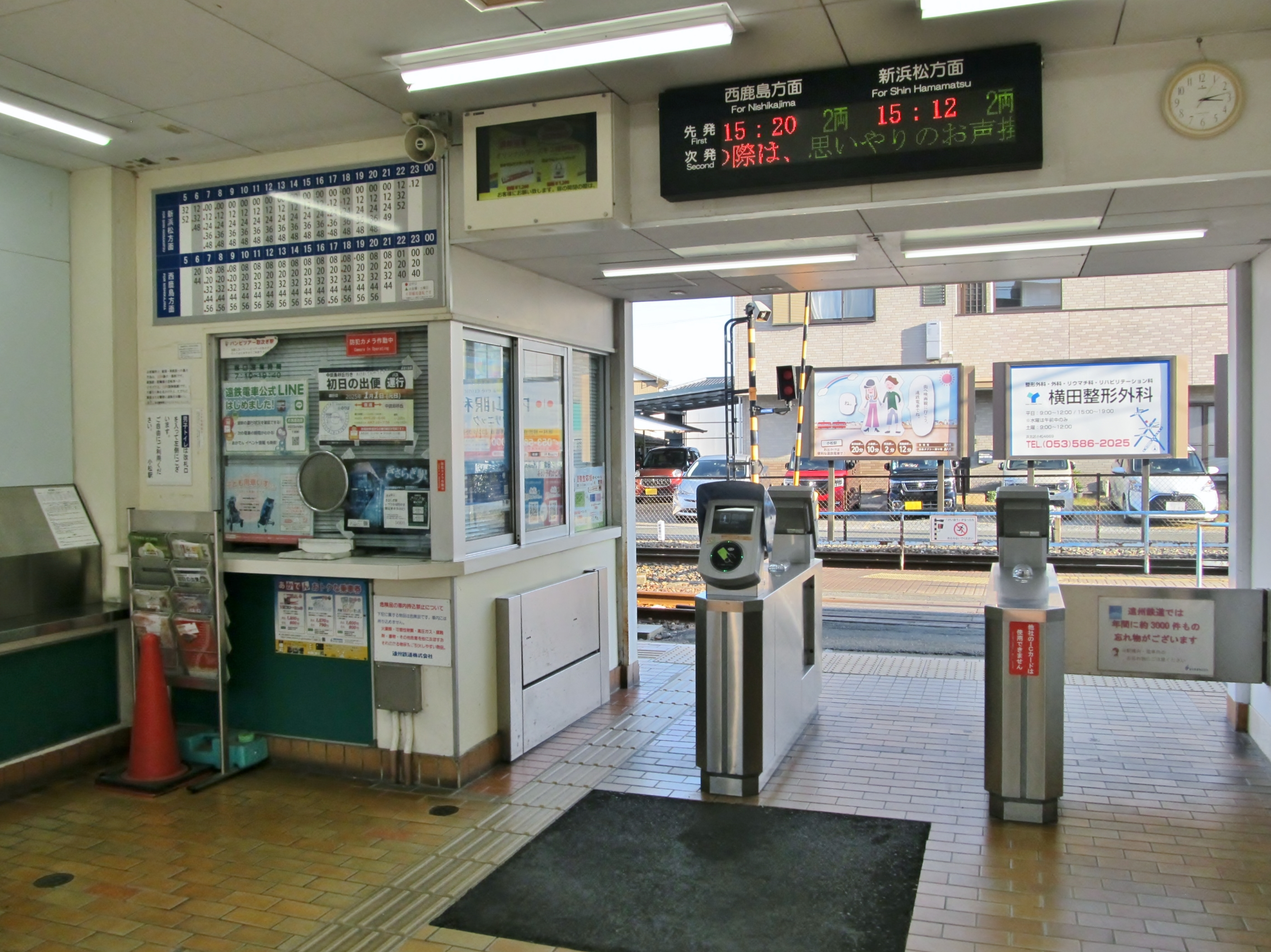
驗票口（2025年1月）

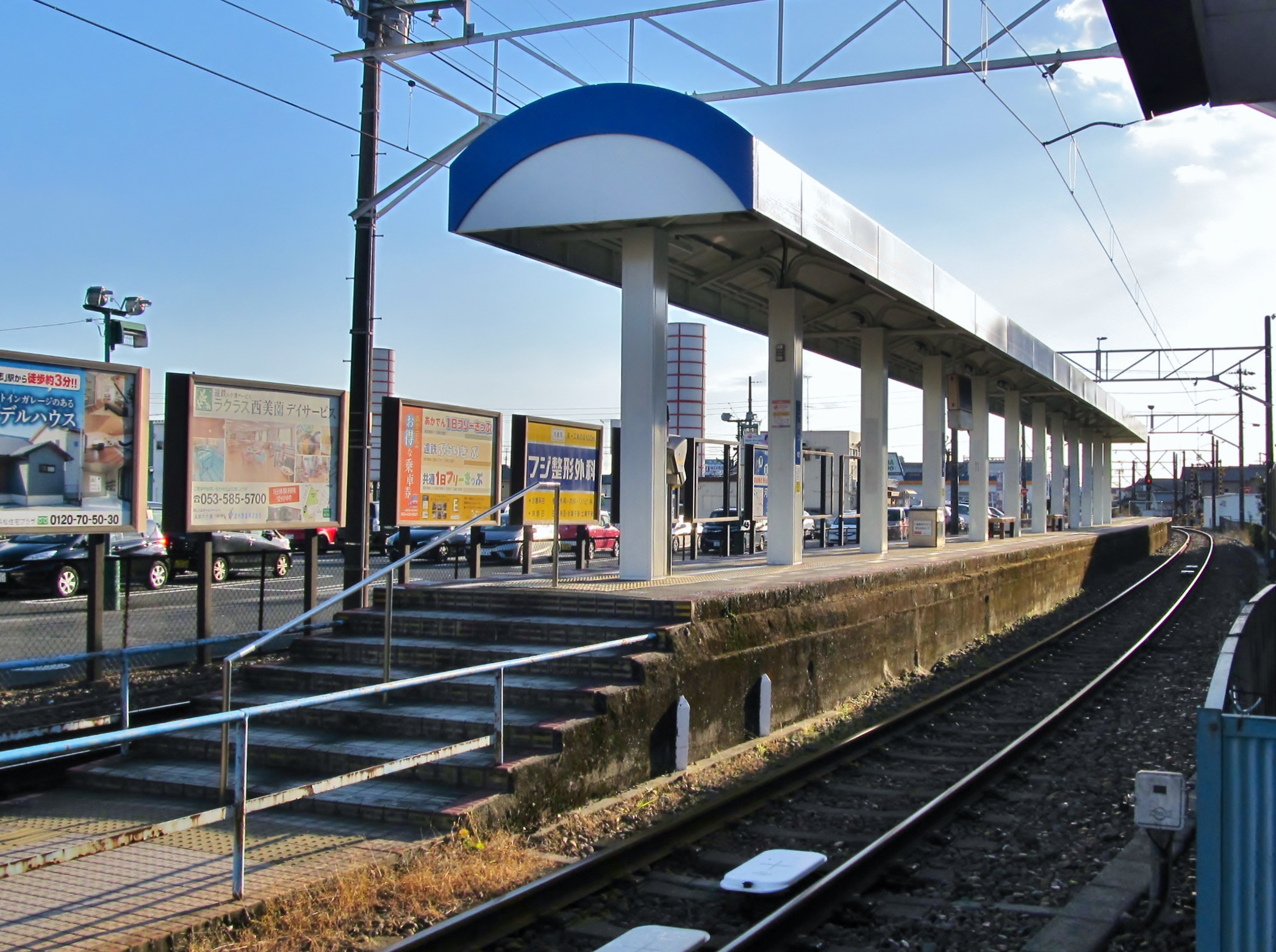
月台（2025年1月）

遠州小松站（日语：／ Enshū-Komatsu eki */?）是位於靜岡縣濱松市濱名區，屬於遠州鐵道的鐵道線車站。車站編號為12。站名源自於本站啟用當時的地名（濱名郡小野口村大字小松）

## 歷史

### 年表
- 1909年（明治42年）12月6日 - 小松站啟用。
- 1923年（大正12年）4月1日 - 車站改名為遠州小松站。
- 1945年（昭和20年）6月 - 發生濱松大空襲，使遠州鐵道總部分功能（行政、總務部）暫時遷移至站前（直至戰爭完結）。
- 1973年（昭和48年）10月1日 - 結束貨物業務。
- 1979年（昭和54年）6月1日 - 新車站大樓落成。

## 車站構造
此站是地面車站與直營車站，設有1面2線的島式月台。站內曾經設有商店，現已結業車站西邊設有多層單車停泊處（可容納396架）。由於站前道路比較狹窄，因此中型車以上的巴士會停泊在專用的停車格內（可容納2架），然後才上落客。
本站的正式名稱中帶有「遠州」，但是在各種標示和車內廣播中會省略「遠州」兩字，只會標示「小松站」，而日文讀法的重音是「こまつ」。而車站前巴士站現在時也名為「小松站」。

### 月台
| 月台 | 路線            | 上下行 | 方向             |
| ---- | --------------- | ------ | ---------------- |
| 西邊 | ■遠州鐵道鐵道線 | 下行   | 濱北、西鹿島方向 |
| 東邊 | ■遠州鐵道鐵道線 | 上行   | 曳馬、新濱松方向 |

## 使用狀況
在2018年度（平成30年度）的總乘車人次為393,297人（18座車站中排名第12），下車人次為381,177人（18座車站中排名第12）。此站的乘客主要來自附近的上學，上班的人士。
以下為不同年度的乘車人次和下車人次：
| 一年總間乘車人次和下車人次彎化 | 一年總間乘車人次和下車人次彎化 | 一年總間乘車人次和下車人次彎化 | 一年總間乘車人次和下車人次彎化 |
| 年度                           | 遠州鐵道                       | 遠州鐵道                       | 參考資料、備註                 |
| 年度                           | 乘車人次                       | 下車人次                       | 參考資料、備註                 |
| ------------------------------ | ------------------------------ | ------------------------------ | ------------------------------ |
| 1980年度（昭和55年度）         | 512,167 人                     | 513,335 人                     | [ 2 ]                          |
| 1981年度（昭和56年度）         | 495,266 人                     | 503,961 人                     | [ 3 ]                          |
| 1982年度（昭和57年度）         | 474,174 人                     | 472,772 人                     | [ 4 ]                          |
| 1983年度（昭和58年度）         | 463,194 人                     | 461,358 人                     | [ 5 ]                          |
| 1984年度（昭和59年度）         | 439,715 人                     | 441,686 人                     | [ 6 ]                          |
| 1985年度（昭和60年度）         | 436,398 人                     | 434,501 人                     | [ 7 ]                          |
| 1986年度（昭和61年度）         | 445,505 人                     | 441,944 人                     | [ 8 ]                          |
| 1987年度（昭和62年度）         | 429,347 人                     | 426,334 人                     | [ 9 ]                          |
| 1988年度（昭和63年度）         | 443,443 人                     | 440,021 人                     | [ 10 ]                         |
| 1989年度（平成元年度）         | 447,864 人                     | 446,007 人                     | [ 11 ]                         |
| 1990年度（平成2年度）          | 462,341 人                     | 464,191 人                     | [ 12 ]                         |
| 1991年度（平成3年度）          | 472,940 人                     | 473,471 人                     | [ 13 ]                         |
| 1992年度（平成4年度）          | 504,600 人                     | 500,395 人                     | [ 14 ]                         |
| 1993年度（平成5年度）          | 524,301 人                     | 511,416 人                     | [ 15 ]                         |
| 1994年度（平成6年度）          | 514,829 人                     | 502,854 人                     | [ 16 ]                         |
| 1995年度（平成7年度）          | 511,938 人                     | 504,162 人                     | [ 17 ]                         |
| 1996年度（平成8年度）          | 490,471 人                     | 481,715 人                     | [ 18 ]                         |
| 1997年度（平成9年度）          | 483,221 人                     | 474,690 人                     | [ 19 ]                         |
| 1998年度（平成10年度）         | 433,194 人                     | 490,489 人                     | [ 20 ]                         |
| 1999年度（平成11年度）         | 481,047 人                     | 471,987 人                     | [ 21 ]                         |
| 2000年度（平成12年度）         | 486,810 人                     | 480,293 人                     | [ 22 ]                         |
| 2001年度（平成13年度）         | 482,692 人                     | 475,043 人                     | [ 23 ]                         |
| 2002年度（平成14年度）         | 456,083 人                     | 453,300 人                     | [ 24 ]                         |
| 2003年度（平成15年度）         | 465,650 人                     | 460,048 人                     | [ 25 ]                         |
| 2004年度（平成16年度）         | 449,265 人                     | 450,897 人                     | [ 26 ]                         |
| 2005年度（平成17年度）         | 442,655 人                     | 437,075 人                     | [ 27 ]                         |
| 2006年度（平成18年度）         | 451,762 人                     | 448,375 人                     | [ 28 ]                         |
| 2007年度（平成19年度）         | 462,565 人                     | 457,210 人                     | [ 29 ]                         |
| 2008年度（平成20年度）         | 443,744 人                     | 435,783 人                     | [ 30 ]                         |
| 2009年度（平成21年度）         | 396,933 人                     | 389,786 人                     | [ 31 ]                         |
| 2010年度（平成22年度）         | 389,631 人                     | 380,028 人                     | [ 32 ]                         |
| 2011年度（平成23年度）         | 374,182 人                     | 367,490 人                     | [ 33 ]                         |
| 2012年度（平成24年度）         | 375,738 人                     | 368,752 人                     | [ 34 ]                         |
| 2013年度（平成25年度）         | 386,931 人                     | 381,868 人                     | [ 35 ]                         |
| 2014年度（平成26年度）         | 389,818 人                     | 381,328 人                     | [ 36 ]                         |
| 2015年度（平成27年度）         | 393,541 人                     | 381,333 人                     | [ 37 ]                         |
| 2016年度（平成28年度）         | 378,010 人                     | 366,468 人                     | [ 38 ]                         |
| 2017年度（平成29年度）         | 379,849 人                     | 368,685 人                     | [ 39 ]                         |
| 2018年度（平成30年度）         | 393,297 人                     | 381,177 人                     | [ 1 ]                          |

## 車站周邊
- 濱北警署（日语：浜北警察署）
- 靜岡縣警縣西部駕駛執照中心
- 濱松市濱名協動中心
- 躍馬發動機 濱北工場
- 小松郵局
- 靜岡銀行 小松分店
- 濱松磐田信用金庫（日语：浜松磐田信用金庫） 小松分店
- 遠州信用金庫（日语：遠州信用金庫） 濱北分店

## 巴士路線
小松站巴士站
- 遠鐵巴士（日语：遠鉄バス）
  - 100 濱北醫大三方原聖隷線（日语：遠州鉄道浜松東営業所）
- 濱松巴士（日语：浜松バス）
  - 濱松市自主運行巴士（日语：浜松市自主運行バス）濱北社區巴士北濱麁玉線（東路線，星期一、四）（小松站入口巴士站） - 巴士站位於車站西邊南北行走的二俁街道上。早上只有下行1班。

## 相鄰車站
遠州鐵道
■鐵道線
遠州西崎（11）－遠州小松（12）－濱北（13）

## 注腳
1. 1 2  《靜岡縣統計年鑑 平成30年》 運輸・通信 鉄道運輸状況 （页面存档备份，存于）（日語）
2. ↑  《靜岡縣統計年鑑 昭和55年》 NDL 82024736 pp. 287-289
3. ↑  《靜岡縣統計年鑑 昭和56年》 NDL 83020918 pp. 287-289
4. ↑  《靜岡縣統計年鑑 昭和57年》 NDL 84021214 pp. 279-281
5. ↑  《靜岡縣統計年鑑 昭和58年》 NDL 85042552 pp. 279-281
6. ↑  《靜岡縣統計年鑑 昭和59年》 書誌情報 （页面存档备份，存于） pp. 279-281
7. ↑  《靜岡縣統計年鑑 昭和60年》 運輸・通信 私鉄運輸状況 （页面存档备份，存于）（日語）
8. ↑  《靜岡縣統計年鑑 昭和61年》 運輸・通信 私鉄運輸状況 （页面存档备份，存于）（日語）
9. ↑  《靜岡縣統計年鑑 昭和62年》 運輸・通信 鉄道運輸状況 （页面存档备份，存于）（日語）
10. ↑  《靜岡縣統計年鑑 昭和63年》 運輸・通信 鉄道運輸状況 （页面存档备份，存于）（日語）
11. ↑  《靜岡縣統計年鑑 平成元年》 運輸・通信 鉄道運輸状況 （页面存档备份，存于）（日語）
12. ↑  《靜岡縣統計年鑑 平成2年》 運輸・通信 鉄道運輸状況 （页面存档备份，存于）（日語）
13. ↑  《靜岡縣統計年鑑 平成3年》 運輸・通信 鉄道運輸状況 （页面存档备份，存于）（日語）
14. ↑  《靜岡縣統計年鑑 平成4年》 運輸・通信 鉄道運輸状況 （页面存档备份，存于）（日語）
15. ↑  《靜岡縣統計年鑑 平成5年》 運輸・通信 鉄道運輸状況 （页面存档备份，存于）（日語）
16. ↑  《靜岡縣統計年鑑 平成6年》 運輸・通信 鉄道運輸状況 （页面存档备份，存于）（日語）
17. ↑  《靜岡縣統計年鑑 平成7年》 運輸・通信 鉄道運輸状況 （页面存档备份，存于）（日語）
18. ↑  《靜岡縣統計年鑑 平成8年》 運輸・通信 鉄道運輸状況 （页面存档备份，存于）（日語）
19. ↑  《靜岡縣統計年鑑 平成9年》 運輸・通信 鉄道運輸状況 （页面存档备份，存于）（日語）
20. ↑  《靜岡縣統計年鑑 平成10年》 運輸・通信 鉄道運輸状況 （页面存档备份，存于）（日語）
21. ↑  《靜岡縣統計年鑑 平成11年》 運輸・通信 鉄道運輸状況 （页面存档备份，存于）（日語）
22. ↑  《靜岡縣統計年鑑 平成12年》 運輸・通信 鉄道運輸状況 （页面存档备份，存于）（日語）
23. ↑  《靜岡縣統計年鑑 平成13年》 運輸・通信 鉄道運輸状況 （页面存档备份，存于）（日語）
24. ↑  《靜岡縣統計年鑑 平成14年》 運輸・通信 鉄道運輸状況 （页面存档备份，存于）（日語）
25. ↑  《靜岡縣統計年鑑 平成15年》 運輸・通信 鉄道運輸状況 （页面存档备份，存于）（日語）
26. ↑  《靜岡縣統計年鑑 平成16年》 運輸・通信 鉄道運輸状況 （页面存档备份，存于）（日語）
27. ↑  《靜岡縣統計年鑑 平成17年》 運輸・通信 鉄道運輸状況 （页面存档备份，存于）（日語）
28. ↑  《靜岡縣統計年鑑 平成18年》 運輸・通信 鉄道運輸状況 （页面存档备份，存于）（日語）
29. ↑  《靜岡縣統計年鑑 平成19年》 運輸・通信 鉄道運輸状況 （页面存档备份，存于）（日語）
30. ↑  《靜岡縣統計年鑑 平成20年》 運輸・通信 鉄道運輸状況 （页面存档备份，存于）（日語）
31. ↑  《靜岡縣統計年鑑 平成21年》 運輸・通信 鉄道運輸状況 （页面存档备份，存于）（日語）
32. ↑  《靜岡縣統計年鑑 平成22年》 運輸・通信 鉄道運輸状況 （页面存档备份，存于）（日語）
33. ↑  《靜岡縣統計年鑑 平成23年》 運輸・通信 鉄道運輸状況 （页面存档备份，存于）（日語）
34. ↑  《靜岡縣統計年鑑 平成24年》 運輸・通信 鉄道運輸状況 （页面存档备份，存于）（日語）
35. ↑  《靜岡縣統計年鑑 平成25年》 運輸・通信 鉄道運輸状況 （页面存档备份，存于）（日語）
36. ↑  《靜岡縣統計年鑑 平成26年》 運輸・通信 鉄道運輸状況 （页面存档备份，存于）（日語）
37. ↑  《靜岡縣統計年鑑 平成27年》 運輸・通信 鉄道運輸状況 （页面存档备份，存于）（日語）
38. ↑  《靜岡縣統計年鑑 平成28年》 運輸・通信 鉄道運輸状況 （页面存档备份，存于）（日語）
39. ↑  《靜岡縣統計年鑑 平成29年》 運輸・通信 鉄道運輸状況 （页面存档备份，存于）（日語）

## 外部連結
- 小松站（遠鐵電車各站資訊） （页面存档备份，存于）（日語）